# Charles Étienne Louis Camus
Charles Étienne Louis Camus (Crécy-la-Chapelle, 25 de agosto de 1699 – Paris, 2 de fevereiro de 1768) foi um matemático e físico francês.
Após frequentar o Collège de Navarre estudou matemática, arquitetura civil e militar e astronomia em Paris. Em 1730 foi apontado professor de arquitetura e, em 1733, associate da Académie des Sciences. Foi também professor de geometria, secretário da Academia Real de Arquitetura e fellow da Royal Society. Em 1727 apresentou um livro de memórias à academia sobre navios de mastro, pelo que foi nomeado no mesmo ano mecânico adjunto da academia. Em 1736 acompanhou Pierre Louis Moreau de Maupertuis e Alexis Claude de Clairaut na expedição para a Lapônia para a medição de um grau do arco meridiano. Foi autor de um Cours de mathématiques (Paris, 1766) e de uma série de ensaios sobre assuntos matemáticos e mecânicos.

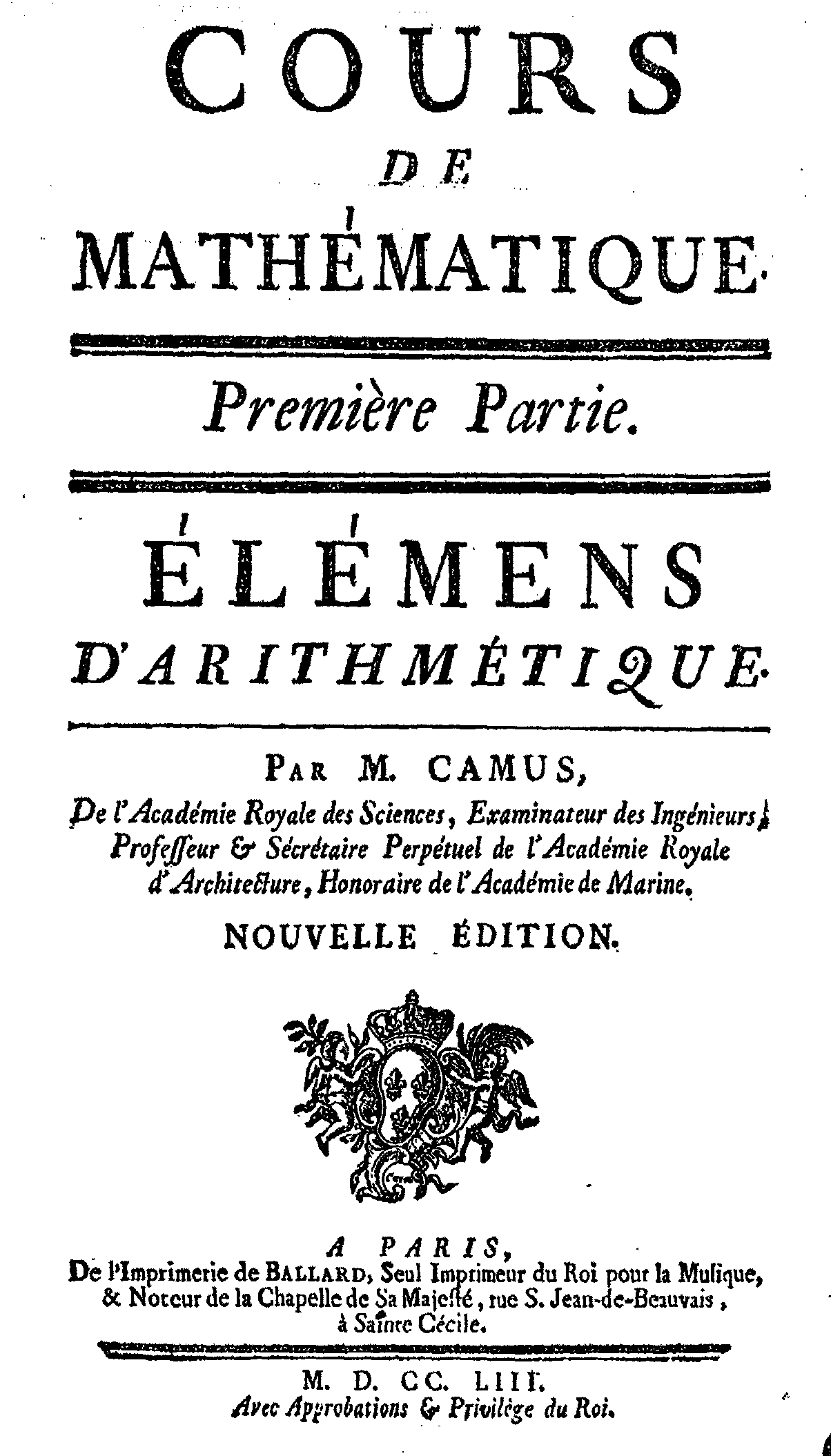
Camus, Cours de mathématique (1753).

Em 1760 tornou-se secretário perpétuo da Academia Real de Arquitetura. Em 1765 foi eleito fellow da Royal Society. Morreu em 1768.

## Obras
- Traité des forces mouvantes ("Treatise of moving forces"); 1722.
- Opérations faites pour mesurer le degré de méridienne entre Paris et Amiens; 1757.[3]
- Cours de mathématique ("Course of mathematics"); 3 parts, 1749–52.
  - Part 1: Élémens d'arithmétique (1749).
  - Part 2: Élémens de géométrie, théorique et pratique (1750).
  - Part 3: Élémens de méchanique statique (1751–52).[4]